# Пратап Сінґх (магараджа Джамму та Кашміру)
Пратап Сінґх (*гінді महाराज प्रताप सिंह; 18 липня 1848 — 23 вересня 1925) — 3-й магараджа Джамму та Кашміру в 1885—1925 роках.

## Життєпис
Походив з династії Джамвал (Догра). Старший син Ранбір Сінґха, магараджі Джамму та Кашміра, і Субх Деві Сахіби, рані з князівства Сіба в Нижніх Гімалаях. Народився 1848 року в м. Джамму. Здобув класичну освіту, яку організував батько.
Ранбір Сінґх планував передати трон іншому синові Амар Сінґху. Втім після смерті 1885 року Ранбір Сінґха віце-король Індії Фредерік Гамільтон-Темпель-Блеквуд, посилаючись на старшість Пратап Сінґха, від імені Великої Британії визнав того новим магараджею Джамму та Кашміру. Натомість Пратап дозволив розміститися в Джамму британському резиденту, чого давно і безуспішно домагалися індійські віцекоролі.
Невдовзі віце-король Індії спільно з британськими чиновниками стали тиснути на магараджу з метою проведення податкової і земельної реформ, оскільки складне становище сільського населення створювало підґрунтя для соціальних виступів. 1887 року чиновник Ендрю Віннгейт запропонував кроки з поліпшення системи землеволодіння і землекористування — насамперед закріплення спадкового права селян на землю, право на продаж та закладання. Втім за підтримки місцевої знаті магараджа зумів дискредитувати цей план, який не було прийнято.
Втім 1889 року Пратап Сінґха було відсторонено від фактичної влади, яку перебрала державна рада у складі братів магараджі (Амар Сінґха і Рам Сінґха), 2 чиновників-пандитів і британського резидента. Це дозволило затвердити новий план земельної реформи, який запропонував Волтер Лоуренс. В результаті селянам було надано спадкове право володіння землею, але вони не мали права продавати землю. Невдовзі було скасовано низку податків й зборів, що стягувалися з селян, а також відкупну систему, почався поступовий процес скасування бегара (трудових повинностей).
Водночас починається розбудова військових та цивільних шляхів. 1889 року завершено дорогу від Кохали до Барамулли. 1890 року проведено канатну дорогу між Джамму та поселенням Дору, а потім з Сіалкотом в Пенджабі. 1891 року створено лісовий департамент, що став опікуватися раціональним використанням лісів, внаслідок чого дохід держави зріс на 250 тис. рупій. 1897 року її продовжено до Срінагару. Водночас збудовано військову дорогу до Гілгіта. 1898 року було зведено музей в Срінагарі, що отримав ім'я магараджі.
1900 року остаточно скасовано бегар. Проведено муніципальну реформу, внаслідок чого розвинулося місцеве самоврядування в містах Джамму, Срінагарі, Сопорс та Барамуллі. Лише після цього Пратап Сінґх став повертатися до реальної влади.
Активна співпраця з британськими чиновниками і фахівцями сприяла розвитку сільського господарства князівства, запровадженню нових технологій, поліпшенню демографії, заохочення отримали виноградарство та садівництво. В результаті дохід магараджі від землеробства до 1912 року зріс на 100 %. Збільшила обсяги виробництва шовкова фабрика, яку заснував попередник магараджі. Водночас було скасована державна монополія на виготовлення шалей.
Також в Срінагарі і Джамму було відкрито сучасні лікарні. В інших містах та великих селах зведено медичні диспансери. 1894 року відбулася широка вакцинація від віспи. Для поліпшення якості води зведено сучасні водогони в Срінагарі і Джамму, що також добре вплинуло на стан здоров'я населення.
У 1904 році було побудовано великий розливний канал для відвороту заплавних вод річки Джелам. За ним відбулося будівництво менших каналів і декількох іригаційних каналів, найбільшим з яких став канал Ранбіра (завершено 1911 року). На ньому 1907 року зведено першу гідроелектростанцію.
1905 року в Срінагарі засновано Коледж Шрі Пратапа, а 1907 року в Джамму — коледж Принца Вельського. 1914 року відкрито Технічний інститут Амара Сінґха.
Під час Першої світової війни магараджа надав суттєву допомогу британцями як харчами, військами, так й різним військовим начинням, одягом. За це 1918 року став лицарем Великого Хреста ордена Британської імперії.
З 1916 року почалися реформи, спрямовані на збільшення шкіл, поліпшення початкової освіти, яка стала безкоштовною. Відкрито школи для дівчат. Ужито низку заходів щодо освіти мусульман. Було започатковано стипендії для навчання в Тренінг-коледжі у Лахорі. 1919 року скасовано податок на мусульман.
1922 року відкрили дорогу Баніхал Карі, яка з'єднувала Срінагар (літню столицю), з Джамму (зимовою столицею). Водночас доходи від використання лісів зросли до 2 млн рупій. Було запроваджено департамент сільського господарства, розпочато кооперативний рух в князівстві. 1924 року відкрито технікум Шрі Пратапа. На 1925 рік кількість сільських кооперативів зросла до 1100 одиниць.
Помер 1925 року в Мірпурі. Оскільки його єдиний син помер до того, трон спадкував небіж Пратап Сінґха — Харі Сінґх.